# Edward Pellew
Edward Pellew, 1e burggraaf Exmouth (1757-1833), was een Brits vlootvoogd die meermalen een rol speelde in de Nederlandse militaire en staatkundige geschiedenis.
In 1806 en 1807 had hij het commando bij de aanval op Java en de aanval op Gresik. Beide acties slaagden in hun opzet om Nederlandse linieschepen te verwoesten, om zo de vrije doorvaart van Engelse schepen door de Straat van Malakka veilig te stellen tegen het Fransgezinde bestuur op Java.
In 1813 speelde hij een belangrijke rol bij het overvaren van de prins van Oranje, de latere koning Willem I der Nederlanden naar de Nederlanden die toen nog gedeeltelijk door Frankrijk bezet werden.
Later was hij de bevelhebber van een eskader schepen dat de piraten in Algiers aanviel. De bombardementen op Algiers vonden plaats op 27 augustus 1816. Een Engels-Nederlandse vloot onder leiding van viceadmiraal Lord Exmouth en de Nederlandse viceadmiraal Theodorus Frederik van Capellen bombardeerde schepen en de verdedigingswerken van de haven van Algiers.
Hoewel er meerdere keren acties werden ondernomen door verscheidene Europese en Amerikaanse marines om de Barbarijse piraterij tegen Europa door de Barbarijse staten de kop in te drukken, was de specifieke opdracht de christelijke slaven te bevrijden en het tot slaaf maken van Europeanen te stoppen. In dat opzicht was de actie deels een succes, omdat de Bey van Algiers duizend slaven liet gaan na het bombardement en een verdrag tegen de slavernij van Europeanen tekende. Het einde van de slavernij was echter van korte duur.
Koning Willem I benoemde Lord Exmouth in een Koninklijk Besluit van 20 september 1816 tot Grootkruis in de Militaire Willems-Orde.

## Militaire loopbaan
- Midshipman: 1770
- Lieutenant: 9 januari 1778
- Captain: 1 juli 1780
- Post rang: 25 mei 1782
- Commodore: 1794
- Colonel van de Royal Marines: 1 januari 1801[1]
- Rear Admiral of the Blue: 23 april 1804
- Rear Admiral of the White:
- Rear Admiral of the Red: 9 november 1805[2]
- Admiraal of the Red:
- Vice-Admiral of the United Kingdom:

## Decoraties
- Geridderd op 29 juni 1793
- Baronet op 18 maart 1796
- Ridder Grootkruis in de Orde van het Bad
- Ridder Commandeur in de Orde van het Bad
- Burggraaf van Exmouth 10 december 1816
- Baron in 1814
- Grootkruis in de Orde van Karel III
- Grootkruis in de Militaire Willems-Orde op 20 september 1816[3]
- Ridder Grootkruis in de Orde van de Heilige Ferdinand en de Verdienste
- Grootkruis in de Orde van Sint-Mauritius en Sint-Lazarus
- Ridder in de Orde van de Aankondiging
- High Steward of Great Yarmouth